# San Juan de la Arena
San Juan de la Arena (en asturiano y oficialmente L'Arena) es una entidad singular de población, con la categoría histórica de lugar, perteneciente al concejo de Soto del Barco. Se enmarca dentro de la parroquia de Ranón. Alberga una población de 1445 habitantes (INE 2017)
Se trata del núcleo con mayor densidad de población del concejo de Soto del Barco y está situado en la margen derecha de la desembocadura del río Nalón en el mar Cantábrico, a 10 metros sobre el nivel del mar y a 3 km de la capital del concejo. Tradicionalmente, es famoso por la pesca de angula y por la gastronomía en torno a ella.
En San Juan de la Arena se sitúa la playa de los Quebrantos que junto con el playón de Bayas o del Sablón, en el vecino concejo de Castrillón, forman un arenal de más de 3 km de longitud.

## Historia
San Juan de la Arena debe su crecimiento a la actividad pesquera, especialmente de bajura. Especial relevancia tuvo y tiene la pesca de la angula. Testimonio de la actividad es el edificio de la rula municipal, de 1918, gestionado actualmente por la Cofradía de Pescadores de San Juan Bautista.
En 1902 La Arena recibe la visita del pintor impresionista Joaquín Sorolla. El pintor valenciano quedó impresionado por la diferente luz del Cantábrico y repitió en los tres veranos siguientes. Otros pintores como Cecilio Plá retrataron escenas costumbristas de la localidad.
En 1909 se levantó su actual templo parroquial, que fue dañado en la Guerra Civil y reconstruido con la aportación de pescadores.  En 1932 algunos vecinos de San Juan de la Arena emprendieron un proyecto para formar un ayuntamiento propio que llegó a la prensa regional, y finalmente fue abandonado. 
En La Arena se encuentra Centro de Interpretación de la Ría del Nalón "Puerta del Mar" y la playa de los Quebrantos, el arenal de mayor longitud de Asturias.

## Fiestas
San Juan de la Arena celebra sus fiestas en torno a la festividad de San Juan, el 24 de junio. Además, y debido a su tradición marinera, celebra también la festividad de San Telmo el último domingo de septiembre Además, cada mes de marzo, se celebra el Festival de la angula.

## Personas destacadas
- Yenesi